# 羅薩里奧德德桑帕拉多斯區
羅薩里奧德德桑帕拉多斯區（西班牙語：Rosario de Desamparados）是哥斯達黎加的一個區，位於該國中部聖何塞省，面積14.68平方公里，2011年人口3,061，人口密度每平方公里208.51人。